# Jean-Baptiste Coppieters 't Wallant

Jean-Baptiste-Marie Coppieters 't Wallant

Jean-Baptiste-Marie-Ghislain Coppieters 't Wallant (Brugge, 8 december 1770 - Poperinge, 8 juli 1840) was een Belgisch politicus. Hij was achtereenvolgens gemeenteraadslid en burgemeester van Poperinge en schepen en burgemeester van Brugge.

## Familie
Hij behoorde tot de adellijke familie Coppieters die sedert enkele generaties hoge functies uitoefende, eerst in Kortrijk, vervolgens in Brugge en in Brussel. Zijn vader, Jean-Baptiste Coppieters (1732-1797) werd eerste schepen en thesaurier van de stad Brugge. Zijn moeder, Isabelle van Zuylen van Nyevelt (1749-1819), was de dochter van eerste schepen en postmeester Jean-Bernard van Zuylen van Nyevelt. In 1801 huwde hij met Marie-Thérèse van Renynghe (1769-1837), dochter van Benoît van Renynghe, burgemeester van Poperinge. 
Het echtpaar kreeg één zoon, Jean-Baptiste Adolphe Coppieters 't Wallant (1806-1860), die volksvertegenwoordiger werd en trouwde met zijn nicht Marie-Thérèse Coppieters-Stochove (1806-1880), dochter van zijn oom Charles Coppieters Stochove. 
Burgemeester Coppieters was de volle neef van de Brugse burgemeester Jean-Jacques van Zuylen van Nyevelt.

## Levensloop

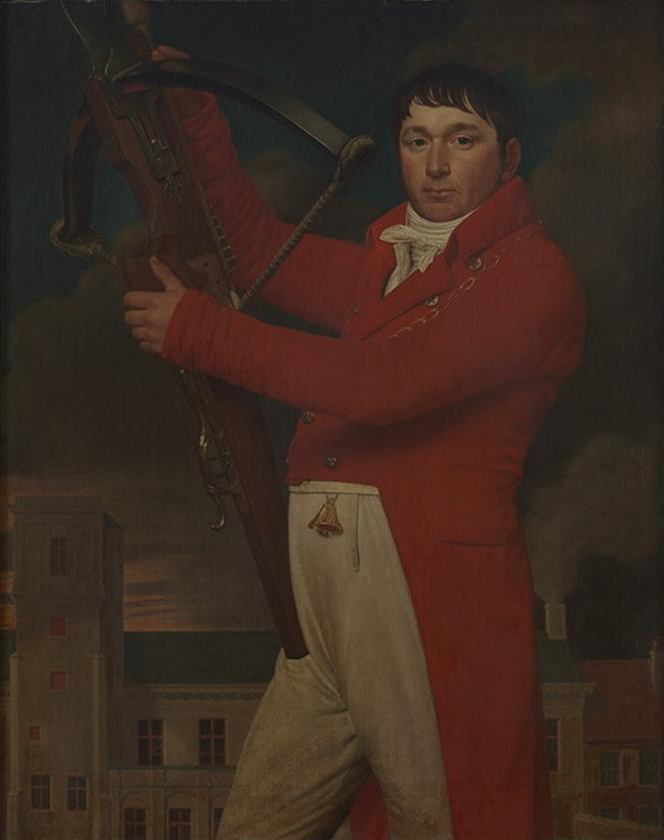

Vanaf zijn jonge jaren speelde Coppieters 't Wallant een politieke rol. In 1793, onder de Oostenrijkse Nederlanden, was hij in Brugge gemeenteraadslid, bevoegd voor politiezaken en nadien schepen. Na zijn verhuis naar Poperinge, werd hij er in 1803, onder het Franse regime, eerst gemeenteraadslid en vervolgens maire in 1803.
Onder het Verenigd Koninkrijk der Nederlanden kwam hij opnieuw in Brugge wonen. Hoewel hij een reputatie van extreem Frans- of keizersgezinde meesleepte, werd hij in 1816 lid van de Provinciale Staten van West-Vlaanderen en gemeenteraadslid, het jaar daarop schepen van de stad Brugge. In 1822 verkreeg hij erkenning in de erfelijke adel, onder de naam Coppieters 't Wallant. 
Vanaf 1829 behoorde hij tot de tegenstanders van het "Hollandse" regime. Bij afwezigheid van burgemeester Veranneman, nam hij als eerste schepen, weldra als dienstdoende burgemeester, maatregelen voor de ordehandhaving tijdens de augustus- en septemberdagen 1830 evenals tijdens de oproerige dagen in oktober. Op 15 november 1830, na verkiezingen, werd hij de eerste burgemeester van Brugge in het onafhankelijke België. 
Coppieters was zeer populair onder de kiezers. In 1836 werd hij herkozen met 453 van de 508 kiesgerechtigde Bruggelingen. Toen hij in 1840 in zijn zomerverblijf in Poperinge overleed, werd hij in De Gazette van Brugge omschreven als 'een goedaardig, standvastig en vrijmoedig man die minzaam in de omgang was en door elkeen werd geacht'.
Hij werd ad interim opgevolgd door schepen Jacques Dujardin en in februari 1841 door Jean-Marie de Pelichy van Huerne.